# Paralimna punctipennis
Paralimna punctipennis är en tvåvingeart som först beskrevs av Christian Rudolph Wilhelm Wiedemann 1830.  Paralimna punctipennis ingår i släktet Paralimna och familjen vattenflugor. Inga underarter finns listade i Catalogue of Life.